# In Operation
In Operation é o primeiro DVD ao vivo da banda Britânica Hard-Fi, filmado em Londres. Ganhou a 62° colocação na Parada de Álbuns no Reino Unido.

## Faixas

### Disco Um do DVD
Live at the Astoria
1. The Man With a Harmonica / Middle Eastern Holiday
2. Gotta Reason
3. Unnecessary Trouble
4. Better Do Better
5. Tied Up Too Tight
6. Feltham Is Singing Out
7. You and Me
8. Seven Nation Army
9. Cash Machine
10. Hard to Beat
11. Move On Now
12. Stars of CCTV
13. Living for the Weekend

CCTV Videos
1. Stars of CCTV
2. Cash Machine (versão original)
3. Cash Machine (ATM Version)
4. Cash Machine (On Set)
5. Tied Up Too Tight
6. Hard to Beat (On Set)
7. Living for the Weekend [On Set]
8. Better Do Better (On Set)
9. Photo Gallery
10. In Operation [Channel 4 Featurette]

### Disco Dois - CCTVersions
1. Cash Machine (Roots Manuva Dub Remix)
2. Cash Converter (Dub Machine Part 2)
3. Better Dub Better (Wolsey White Dub)
4. Middle Eastern Holiday (Wrongtom Meets The Rockers East of Medina Dub)
5. Living For The Weekend (Wolsey White & Fred Dub)
6. Seven Nation Army
7. Dub of CCTV (Wolsey White Dub)
8. Better Do Better (Wrongtom Wild Inna 81 Version)
9. Dubbed Up Too Tight
10. Move On Dub